# Axinopsida viridis
Axinopsida viridis är en musselart som först beskrevs av Dall 1901.  Axinopsida viridis ingår i släktet Axinopsida och familjen Thyasiridae. Inga underarter finns listade i Catalogue of Life.